# Frederico Guilherme de Solms-Braunfels
Frederico Guilherme de Solms-Braunfels (22 de outubro de 1770 – 13 de abril de 1814) foi um major-general prussiano. Ele era o filho do príncipe Ernst Wilhelm Ferdinand de Solms-Braunfels (1721-1783) e da Condessa Sophie Christine Wilhelmine de Solms-Laubach (1741-1772).
Ele se tornou conhecido principalmente através de seu casamento com a princesa Frederica de Mecklemburgo-Strelitz. Ela era a viúva do príncipe Luís Carlos da Prússia (1773-1796). Quando ela ficou grávida em 1798, ele se casou com ela, a fim de evitar um escândalo. A filha morreu logo após o nascimento. Frederico Guilherme foi acusado de ter sido fortemente inclinado a consumir álcool e teve que abandonar o serviço militar em 1805 por razões de saúde. Ele também perdeu o seu rendimento e até mesmo seu irmão aconselhou Frederica ao divórcio. Ela foi inicialmente contra, mas quando, em 1813, ela conheceu Ernesto Augusto I de Hanôver (1771-1851), ela também queria o divórcio. Antes que tivesse tempo para isso, no entanto, Frederico Guilherme morreu, em 1814, em Sławięcice.